# Francesco Bellotti
Francesco Bellotti (Bussolengo, 6 augustus 1979) is een Italiaans voormalig wielrenner.

## Biografie
De Italiaan Bellotti, geboren in Bussolengo, werd prof in 2003 bij Mercatone Uno-Scanavino - de ploeg van Marco Pantani. Daarvoor had hij al stage gelopen bij de ploegen Amica Chips en Tacconi Sport. Hij bleef niet lang bij deze ploeg rijden, na een jaar vertrok hij naar Team Barloworld. Ook voor deze ploeg kwam hij maar één jaar uit, aan het eind van het seizoen 2004 verkaste Bellotti naar Crédit Agricole. In zijn debuutjaar bij de Franse ProTour-ploeg reed hij al de Ronde van Italië, waar hij als 36e eindigde. Aan het eind van het jaar verlengde hij bij Crédit Agricole.
Ook in 2006 (41e) en 2007 (niet uitgereden) reed Bellotti de Giro. Aan het eind van het jaar werd bekend dat hij opnieuw van werkgever zou veranderen. In 2008 zal hij opnieuw uitkomen voor Team Barloworld, waar hij in 2004 ook al reed. Vervolgens reed hij twee seizoenen bij Liquigas, waarna hij zonder professionele overwinningen zijn carrière beëindigde.

## Resultaten in voornaamste wedstrijden
| Jaar | Ronde van Italië | Ronde van Frankrijk | Ronde van Spanje |
| ---- | ---------------- | ------------------- | ---------------- |
| 2005 | 36e              |                     | opgave           |
| 2006 | 41e              |                     |                  |
| 2007 | opgave           |                     |                  |
| 2008 | opgave           |                     |                  |
| 2009 | 58e              |                     |                  |
| 2010 |                  | 122e                |                  |
| 2011 |                  |                     | 109e             |

| Jaar | Milaan-San Remo | Amstel Gold Race | Luik-Bast.‑Luik | Ronde van Lombardije | Waalse Pijl |
| ---- | --------------- | ---------------- | --------------- | -------------------- | ----------- |
| 2005 |                 |                  | 64e             |                      | 113e        |
| 2006 | 117e            | 40e              | 27e             | 40e                  | 100e        |
| 2007 |                 | 20e              | 31e             |                      | 45e         |
| 2008 |                 |                  |                 | 55e                  |             |
| 2009 |                 |                  | 101e            |                      |             |
| 2010 |                 |                  |                 |                      |             |
| 2011 |                 | 130e             |                 |                      | 45e         |